# Holotrichia desiderata
Holotrichia desiderata är en skalbaggsart som beskrevs av Brenske 1894. Holotrichia desiderata ingår i släktet Holotrichia och familjen Melolonthidae. Inga underarter finns listade i Catalogue of Life.